# إزومي (أوساكا)
مدينة إزومي (بالإنجليزية: Izumi)‏ هي أحد المدن التابعة لمحافظة أوساكا. تأسست رسميًا في 01/09/1956. ويقدر عدد سكانها بـ 179352 نسمة حسب تقدير مكتب الإحصاء الياباني لعام 2012. تبلغ مساحة إزومي 84.98 كم2. بكثافة سكانية تبلغ 2110 نسمة/كم2.

## أعلام
- سوبر ديلفن
- تاكيشي ايتو